# Вишнёвая побеговая моль
Вишнёвая побе́говая моль (лат. Argyresthia pruniella) — вид бабочек рода Argyresthia семейства Аргирестииды (Argyresthiidae), вредитель сельскохозяйственных культур. К числу кормовых растений кроме вишни относятся также черешня, слива, абрикос, персик и терн, иногда яблоня, груша, боярышник, рябина и лещина.

## Описание
Вишнёвая побеговая моль — рыжевато-коричневая бабочка длиной до 5 мм с размахом крыльев 12 мм. Передние крылья ржаво-коричневые с белыми перламутрово блестящими полосками, прерывающимися на середине крыла. Полоски часто охватывают основную поверхность крыла, и в спокойном состоянии бабочка имеет блестящую перламутровую окраску. Задние крылья узкие, серые, с бахромой из длинных волосков. Яйца овальные, зеленые, с черными точками, длиной 0,5, шириной 0,3 мм. Гусеницы старшего возраста зеленовато-жёлтые, с коричневой головой. Длина взрослых гусениц до 0,6 см.

## Ареал
Обитает в Западной Европе, Малой Азии. На территории бывшего СССР распространена в европейской части от Карелии до Крыма.

## Биология
Яйца зимуют около плодовых почек на тонких разветвлениях и в трещинах коры. Когда почки набухают, из яиц выходят гусеницы зеленовато-жёлтого цвета, длиной 0,6 см, повреждают их. Повреждённые почки вскоре засыхают, и гусеницы проникают внутрь розеток распускающихся листьев или в бутоны и обгрызают их, оставляя в местах повреждений тонкую паутинку с мелкими экскрементами. Иногда гусеницы вбуравливаются внутрь молодых побегов, вызывая их засыхание и обламывание. Когда вишня отцветает, гусеницы переползают в почву, у приствольного круга происходит окукливание, а через месяц появляются бабочки, откладывающие яйца. Лёт продолжается от начала июля до конца августа.